# Osiny (Grodzisk Mazowiecki)
Pour les articles homonymes, voir Osiny.
Osiny (prononciation : [ɔˈɕinɨ]) est un village polonais de la gmina de Baranów dans le powiat de Grodzisk Mazowiecki de la voïvodie de Mazovie dans le centre-est de la Pologne.
Il se situe à environ 4 kilomètres au nord de Baranów (siège de la gmina), 11 kilomètres au nord-ouest de Grodzisk Mazowiecki (siège du powiat) et à 37 kilomètres à l'ouest de Varsovie (capitale de la Pologne).

## Histoire
De 1975 à 1998, le village appartenait administrativement à la voïvodie de Skierniewice.